# Liniewo (gmina)
Liniewo – gmina wiejska w województwie pomorskim, w powiecie kościerskim. W latach 1975–1998 gmina położona była w województwie gdańskim.
W skład gminy wchodzi 15 sołectw: Chrósty Wysińskie, Chrztowo, Deka, Garczyn, Głodowo, Iłownica, Liniewo, Lubieszyn, Lubieszynek, Orle, Płachty, Stefanowo, Sobącz, Stary Wiec, Wysin
Siedziba gminy to Liniewo.
Według danych z 30 czerwca 2004 roku gminę zamieszkiwały 4613 osoby. Natomiast według danych z 31 grudnia 2017 roku gminę zamieszkiwało 4618 osób.

## Struktura powierzchni
Według danych z roku 2005 gmina Liniewo ma obszar 110,07 km², w tym:
- użytki rolne: 64%
- użytki leśne: 23%

Gmina stanowi 9,44% powierzchni powiatu.

## Historia
Gmina zbiorowa Liniewo została utworzona 1 sierpnia 1934 roku w powiecie kościerskim w woj. pomorskim z dotychczasowych jednostkowych gmin wiejskich: Barkocin, Barkocinek, Garczyn, Głodowo, Iłownica, Kartowo, Liniewko, Liniewskie Góry, Liniewo, Lipczyn, Lubieszyn, Niedamowo, Płachty, Sobącz (część główna), Wysin, Nowa Kiszewa (część), Skrzydłowo (część) i Szczodrowo (część) oraz z obszarów dworskich Garczyn, Orle (część główna), Niedamowo (część główna), Stary Wec i Deka (część), położonych na tych terenach lecz nie wchodzących w skład gmin. 
Podczas II wojny światowej gminę Liniewo przemianowano na Lienfelde. 1 grudnia 1939 roku planowano odłączyć od niej gromadę Wysin (Hochberg) aby włączyć ją do powiatu gdańskiego (obszar dawnego Wolnego Miasta Gdańsk), lecz decyzję tę odwołano 28 września 1940 roku. Zniesiono gromadę Lipczyn przekształcono w gromadę Lubieszyn (Lippischau). W 1943 roku gminę Lienfelde zniesiono, a jej obszar włączono: do gminy Nowa Karczma (Neukrug) – gromady Iłownica (Gillnitz), Liniewo (Lienfelde), Liniewko Kościerskie (Lienau), Lubieszyn (Lippischau), Nowy Barkoczyn (Neubarkoschin), Sobącz (Rüdensee), Stary Barkoczyn (Altbarkoschin) i Wysin (Hochberg); do gminy Stara Kiszewa (Altkischau) – gromady Garczyn (Gartschin) i Kartowo (Kirtau);  do gminy Kościerzyna (Berent-Land) – gromada Niedamowo (Niedamsaue); i do gminy Skarszewy (Schöneck-Land) – gromada Głodowo (Gladau).
Po wojnie powrócono do stanu administracyjnego sprzed wojny, w związku z czym gmina Liniewo została przywrócona w oryginalnych granicach (nie odtworzono jedynie gromady Lipczyn, zachowując gromadę Lubieszyn). 7 kwietnia 1945 roku gmina wraz z całym powiatem kościerskim weszła w skład nowo utworzonego woj. gdańskiego. 1 lipca 1951 roku od gminy Liniewo odłączono gromadę Niedamowo, włączając ją do gminy Kościerzyna. Według stanu z dnia 1 lipca 1952 roku gmina składała się z 11 gromad: Chrztowo, Garczyn, Głodowo, Iłownica, Liniewko, Liniewo, Lubieszyn, Nowy Barkoczyn, Sobącz, Stary Barkoczyn i Wysin. Gmina została zniesiona 29 września 1954 roku wraz z reformą wprowadzającą gromady w miejsce gmin. Obszar gminy Liniewo wszedł w skład gromad Liniewo (Liniewo, Chrztowo, Garczyn, Głodowo, Iłownica i Lubieszyn), Nowy Barkoczyn (Nowy Barkoczyn, Liniewko, Sobącz, Stary Barkoczyn) i Wysin (Wysin).
Gminę Liniewo reaktywowano w dniu 1 stycznia 1973 roku w powiecie kościerskim w woj. gdańskim. W skład gminy weszło 11 sołectw: Chrósty Wysińskie, Chrztowo, Garczyn, Głodowo, Iłownica, Liniewo, Lubieszyn  (główna część), Płachty, Sobącz, Stefanowo i Wysin. 1 czerwca 1975 roku gmina znalazła się w nowo utworzonym mniejszym woj. gdańskim.
2 lipca 1976 roku gmina została zniesiona, a jej obszar połączono z gminą Nowa Karczma w nową gminę Nowa Karczma-Liniewo z siedzibą w Nowej Karczmie.
Gminę Liniewo reaktywowano 1 października 1982 roku o tym samym obszarze co w 1976 roku (sołectwa: Chrósty Wysińskie, Chrztowo, Garczyn, Głodowo, Iłownica, Liniewo, Lubieszyn, Płachty, Sobącz, Stefanowo i Wysin), który odłączono od zniesionej gminy Nowa Karczma-Liniewo. Pozostały obszar gminy Nowa Karczma-Liniewo przemianowano na gmina Nowa Karczma. Zapis taki oznacza, że w praktyce obie gminy sprzed komasacji w 1976 roku (Nowa Karczma i Liniewo) zostały w 1982 roku odtworzone, jednakże tylko gmina Nowa Karczma zachowała prawną ciągłość po gminie Nowa Karczma-Liniewo.

## Demografia
Dane z 30 czerwca 2004 roku:
| Opis                              | Ogółem | Ogółem | Kobiety | Kobiety | Mężczyźni | Mężczyźni |
| --------------------------------- | ------ | ------ | ------- | ------- | --------- | --------- |
| jednostka                         | osób   | %      | osób    | %       | osób      | %         |
| populacja                         | 4613   | 100    | 2287    | 49,6    | 2326      | 50,4      |
| gęstość zaludnienia (mieszk./km²) | 41,9   | 41,9   | 20,8    | 20,8    | 21,1      | 21,1      |

- Piramida wieku mieszkańców gminy Liniewo w 2014 roku[1]:

## Ochrona przyrody
- Rezerwat przyrody Orle nad Jeziorem Dużym

## Sąsiednie gminy
Kościerzyna, Nowa Karczma, Skarszewy, Stara Kiszewa